# Europese kampioenschappen boogschieten 1976 (outdoor)
De Europese kampioenschappen boogschieten 1976 waren door de Fédération Internationale de Tir à l'Arc (FITA) georganiseerde kampioenschappen voor boogschutters. De vijfde editie van de Europese kampioenschappen vond plaats in het Deense Kopenhagen van 19 tot en met 20 juni 1976.

## Resultaten

### Individueel
|        | Heren            | Dames              |
| ------ | ---------------- | ------------------ |
| Goud   | Rolf Svensson    | Olga Rulenko       |
| Zilver | Sante Spigarelli | Valentina Kovpan   |
| Brons  | Kyösti Laasonen  | Zebiniso Rustamova |

### Team
|        | Heren                                               | Dames                                            |
| ------ | --------------------------------------------------- | ------------------------------------------------ |
| Goud   | Kyösti Laasonen Kauko Laasonen Jukka Inkeri         | Valentina Kovpan Zebiniso Rustamova Olga Rulenko |
| Zilver | Rolf Svensson Rune Wallner Gunnar Jervill           | Sieglinde Schulz Marion Oltmann Rita Böser       |
| Brons  | Sante Spigarelli Giancarlo Ferrari Cleante Mingozzi | Lena Sjöholm Alva Dahlin Anna-Lisa Berglund      |